# Iran i olympiska sommarspelen 2012
Iran deltog i de olympiska sommarspelen 2012 som ägde rum i London i Storbritannien mellan den 27 juli och den 12 augusti 2012.
Irans lag bestod av 53 aktiva, 45 män och 8 kvinnor, som tävlade i 14 grenar. Iran hade tretton deltagare i brottning och tio i friidrottstävlingarna. Med sju guldmedaljer och tretton medaljer totalt blev spelen blev de mest framgångsrika hittills för Iran, bland annat tog man sin första medalj någonsin i friidrott.

## Medaljörer
| Medalj | Namn                 | Sport         | Gren                                      |
| ------ | -------------------- | ------------- | ----------------------------------------- |
| Guld   | Saeid Mohammadpour   | Tyngdlyftning | Herrarnas 94 kg                           |
| Guld   | Hamid Sourian        | Brottning     | Herrarnas bantamvikt grekisk-romersk stil |
| Guld   | Omid Norouzi         | Brottning     | Herrarnas fjädervikt grekisk-romersk stil |
| Guld   | Navab Nassirshalal   | Tyngdlyftning | Herrarnas 105 kg                          |
| Guld   | Ghasem Rezaei        | Brottning     | Herrarnas tungvikt grekisk-romersk stil   |
| Guld   | Behdad Salimi        | Tyngdlyftning | Herrarnas +105 kg                         |
| Silver | Sajjad Anoushiravani | Tyngdlyftning | Herrarnas +105 kg                         |
| Silver | Ehsan Hadadi         | Friidrott     | Herrarnas diskus                          |
| Brons  | Kianoush Rostami     | Tyngdlyftning | Herrarnas 85 kg                           |

## Bordtennis
- Huvudartikel: Bordtennis vid olympiska sommarspelen 2012

| Spelare         | Gren       | Inledande omgång      | Runda 1              | Runda 2              | Runda 3              | Runda 4              | Kvartsfinal          | Semifinal            | Final                | Final            |
| Spelare         | Gren       | Motståndare Resultat  | Motståndare Resultat | Motståndare Resultat | Motståndare Resultat | Motståndare Resultat | Motståndare Resultat | Motståndare Resultat | Motståndare Resultat | Placering        |
| --------------- | ---------- | --------------------- | -------------------- | -------------------- | -------------------- | -------------------- | -------------------- | -------------------- | -------------------- | ---------------- |
| Noshad Alamian  | Herrsingel | BYE                   | Han (AUS) W 4–0      | Tang P (HKG) W 4–3   | Boll (GER) L 0–4     | Gick inte vidare     | Gick inte vidare     | Gick inte vidare     | Gick inte vidare     | Gick inte vidare |
| Neda Shahsavari | Damsingel  | Oshonaike (NGR) L 3–4 | Gick inte vidare     | Gick inte vidare     | Gick inte vidare     | Gick inte vidare     | Gick inte vidare     | Gick inte vidare     | Gick inte vidare     | Gick inte vidare |

## Boxning
- Huvudartikel: Boxning vid olympiska sommarspelen 2012

Herrar
| Boxare           | Gren            | Sextondelsfinal      | Åttondelsfinal            | Kvartsfinal                | Semifinal            | Final                | Final            |
| Boxare           | Gren            | Motståndare Resultat | Motståndare Resultat      | Motståndare Resultat       | Motståndare Resultat | Motståndare Resultat | Placering        |
| ---------------- | --------------- | -------------------- | ------------------------- | -------------------------- | -------------------- | -------------------- | ---------------- |
| Mehdi Tolouti    | Lätt weltervikt | Alonso (ESP) W 16–12 | Yeleussinov (KAZ) L 10–19 | Gick inte vidare           | Gick inte vidare     | Gick inte vidare     | Gick inte vidare |
| Amin Ghasemipour | Weltervikt      | Maestre (VEN) L 8–13 | Gick inte vidare          | Gick inte vidare           | Gick inte vidare     | Gick inte vidare     | Gick inte vidare |
| Ehsan Rouzbahani | Lätt tungvikt   | Monroy (COL) W 12–10 | Muzaffer (TUR) W 18–12    | Niyazymbetov (KAZ) L 10–13 | Gick inte vidare     | Gick inte vidare     | Gick inte vidare |
| Ali Mazaheri     | Tungvikt        | i.u.                 | BYE                       | Larduet (CUB) L            | Gick inte vidare     | Gick inte vidare     | Gick inte vidare |

## Brottning
- Huvudartikel: Brottning vid olympiska sommarspelen 2012

Herrar, fristil
| Brottare           | Gren    | Kvalomgång              | Åttondelsfinal           | Kvartsfinal          | Semifinal              | Återkval 1           | Återkval 2           | Final / Brons         | Final / Brons |
| Brottare           | Gren    | Motståndare Resultat    | Motståndare Resultat     | Motståndare Resultat | Motståndare Resultat   | Motståndare Resultat | Motståndare Resultat | Motståndare Resultat  | Placering     |
| ------------------ | ------- | ----------------------- | ------------------------ | -------------------- | ---------------------- | -------------------- | -------------------- | --------------------- | ------------- |
| Hassan Rahimi      | -55 kg  | Naranbaatar (MGL) W 3–0 | Kumar (IND) L 1–3        | Gick inte vidare     | Gick inte vidare       | Gick inte vidare     | Gick inte vidare     | Gick inte vidare      | 8             |
| Masoud Esmaeilpour | -60 kg  | Torres (MEX) W 3–0      | Zhumagaziyev (KAZ) W 3–1 | Kudukhov (RUS) L 1–3 | Gick inte vidare       | BYE                  | Dutt (IND) L 1–3     | Gick inte vidare      | 7             |
| Mehdi Taghavi      | -66 kg  | López (CUB) L 1–3       | Gick inte vidare         | Gick inte vidare     | Gick inte vidare       | Gick inte vidare     | Gick inte vidare     | Gick inte vidare      | 14            |
| Sadegh Goudarzi    | -74 kg  | BYE                     | Terziev (BUL) W 3–0      | Tigiev (UZB) W 3–0   | Hatos (HUN) W 3–0      | BYE                  | BYE                  | Burroughs (USA) L 0–3 | 2             |
| Ehsan Lashgari     | -84 kg  | Baiduashov (KAZ) W 3–0  | Nurmagomedov (ARM) W 0–5 | Urishev (RUS) W 3–0  | Sharifov (AZE) L 1–3   | BYE                  | BYE                  | Bölükbaşı (TUR) W 3–0 | 3             |
| Reza Yazdani       | -96 kg  | BYE                     | Gadisov (RUS) W 3–1      | Musaev (KGZ) W 3–0   | Andriytsev (UKR) L 0–5 | BYE                  | BYE                  | Gazyumov (AZE) L      | 5             |
| Komeil Ghasemi     | -120 kg | BYE                     | Bhullar (CAN) W 3–0      | Taymazov (UZB) L 0–3 | Did not advance        | BYE                  | Matuhin (GER) W 3–0  | Dlagnev (USA) W 3–0   | 3             |

Herrar, grekisk-romersk stil
| Brottare            | Gren    | Kvalomgång           | Åttondelsfinal         | Kvartsfinal            | Semifinal             | Återkval 1           | Återkval 2           | Final / brons        | Final / brons |
| Brottare            | Gren    | Motståndare Resultat | Motståndare Resultat   | Motståndare Resultat   | Motståndare Resultat  | Motståndare Resultat | Motståndare Resultat | Motståndare Resultat | Placering     |
| ------------------- | ------- | -------------------- | ---------------------- | ---------------------- | --------------------- | -------------------- | -------------------- | -------------------- | ------------- |
| Hamid Sourian       | -55 kg  | BYE                  | Eraliev (KGZ) W 3–1    | Módos (HUN) W 3–0      | Nyblom (DEN) W 3–0    | BYE                  | BYE                  | Bayramov (AZE) W 3–0 | 1             |
| Omid Norouzi        | -60 kg  | Sheng J (CHN) W 3–1  | Angelov (BUL) W 3–0    | Kebispayev (KAZ) W 3–0 | Matsumoto (JPN) W 3–0 | BYE                  | BYE                  | Lashkhi (GEO) W 3–0  | 1             |
| Saeid Abdevali      | -66 kg  | BYE                  | Yüksel (TUR) W 3–0     | Guénot (FRA) L 0–3     | Gick inte vidare      | Gick inte vidare     | Gick inte vidare     | Gick inte vidare     | 11            |
| Habibollah Akhlaghi | -84 kg  | Shorey (CUB) L 1–3   | Gick inte vidare       | Gick inte vidare       | Gick inte vidare      | Gick inte vidare     | Gick inte vidare     | Gick inte vidare     | 13            |
| Ghasem Rezaei       | -96 kg  | BYE                  | İldem (TUR) W 3–1      | Aleksanyan (ARM) W 3–0 | Estrada (CUB) W 3–0   | BYE                  | BYE                  | Totrov (RUS) W 3–0   | 1             |
| Bashir Babajanzadeh | -120 kg | Nadhim (IRQ) W 3–0   | Patrikeyev (ARM) W 3–1 | Eurén (SWE) L 0–3      | Gick inte vidare      | Gick inte vidare     | Gick inte vidare     | Gick inte vidare     | 7             |

## Bågskytte
- Huvudartikel: Bågskytte vid olympiska sommarspelen 2012

| Bågskytt      | Gren                   | Ranking-runda | Ranking-runda | 32-delsfinal       | Sextondelsfinal   | Åttondelsfinal    | Kvartsfinal       | Semifinal         | Final             | Final            |
| Bågskytt      | Gren                   | Poäng         | Seedning      | Motståndare Poäng  | Motståndare Poäng | Motståndare Poäng | Motståndare Poäng | Motståndare Poäng | Motståndare Poäng | Placering        |
| ------------- | ---------------------- | ------------- | ------------- | ------------------ | ----------------- | ----------------- | ----------------- | ----------------- | ----------------- | ---------------- |
| Milad Vaziri  | Herrarnas individuella | 662           | 39            | Vélez (MEX) L 1–7  | Gick inte vidare  | Gick inte vidare  | Gick inte vidare  | Gick inte vidare  | Gick inte vidare  | Gick inte vidare |
| Zahra Dehghan | Damernas individuella  | 614           | 55            | Avitia (MEX) L 2–6 | Gick inte vidare  | Gick inte vidare  | Gick inte vidare  | Gick inte vidare  | Gick inte vidare  | Gick inte vidare |

## Cykling
- Huvudartikel: Cykling vid olympiska sommarspelen 2012

### Landsväg
| Cyklist       | Gren                | Tid                 | Placering       |     |
| ------------- | ------------------- | ------------------- | --------------- | --- |
| Alireza Haghi | Herrarnas linjelopp | Fullföljde inte     | Fullföljde inte |     |
| Alireza Haghi | Herrarnas tempolopp | 57:41.44            | 36              |     |
| Mehdi Sohrabi | Herrarnas tempolopp | Herrarnas linjelopp | OTL             | OTL |
| Amir Zargari  | Fullföljde inte     | Fullföljde inte     |                 |     |

## Friidrott
- Huvudartikel: Friidrott vid olympiska sommarspelen 2012

Förkortningar
- Notera – Placeringar gäller endast den tävlandes eget heat
- Q = Kvalificerade sig till nästa omgång via placering
- q = Kvalificerade sig på tid eller, i fältgrenarna, på placering utan att ha nått kvalgränsen
- NR = Nationellt rekord
- N/A = Omgången inte möjlig i grenen
- Bye = Idrottaren behövde inte delta i omgången

Herrar
Bana och väg
| Idrottare        | Gren       | Heat     | Heat      | Kvartsfinal | Kvartsfinal | Semifinal        | Semifinal        | Final            | Final            |
| Idrottare        | Gren       | Resultat | Placering | Resultat    | Placering   | Resultat         | Placering        | Resultat         | Placering        |
| ---------------- | ---------- | -------- | --------- | ----------- | ----------- | ---------------- | ---------------- | ---------------- | ---------------- |
| Reza Ghasemi     | 100 m      | BYE      | BYE       | 10.31       | 4           | Gick inte vidare | Gick inte vidare | Gick inte vidare | Gick inte vidare |
| Sajjad Hashemi   | 400 m      | 47.75    | 6         | i.u.        | i.u.        | Gick inte vidare | Gick inte vidare | Gick inte vidare | Gick inte vidare |
| Sajjad Moradi    | 800 m      | 1:48.23  | 2 Q       | i.u.        | i.u.        | DSQ              | DSQ              | Gick inte vidare | Gick inte vidare |
| Rouhollah Askari | 110 m häck | 13.97    | 7         | i.u.        | i.u.        | Gick inte vidare | Gick inte vidare | Gick inte vidare | Gick inte vidare |
| Ebrahim Rahimian | 20 km gång | i.u.     | i.u.      | i.u.        | i.u.        | i.u.             | i.u.             | DNF              | DNF              |

Fältgrenar
| Idrottare         | Gren           | Kval  | Kval      | Final            | Final            |
| Idrottare         | Gren           | Längd | Placering | Längd            | Placering        |
| ----------------- | -------------- | ----- | --------- | ---------------- | ---------------- |
| Mohammad Arzandeh | Längdhopp      | 7.84  | 17        | Gick inte vidare | Gick inte vidare |
| Ehsan Hadadi      | Diskuskastning | 65.19 | 6 Q       | 68.18            | 2                |
| Kaveh Mousavi     | Släggkastning  | 72.70 | 22        | Gick inte vidare | Gick inte vidare |
| Amin Nikfar       | Kulstötning    | 18.62 | 33        | Gick inte vidare | Gick inte vidare |

Damer
Fältgrenar
| Idrottare    | Gren        | Kval  | Kval      | Final            | Final            |
| Idrottare    | Gren        | Längd | Placering | Längd            | Placering        |
| ------------ | ----------- | ----- | --------- | ---------------- | ---------------- |
| Leila Rajabi | Kulstötning | 17.55 | 22        | Gick inte vidare | Gick inte vidare |

## Fäktning
- Huvudartikel: Fäktning vid olympiska sommarspelen 2012

Herrar
| Idrottare       | Gren                | Omgång 1             | Omgång 2          | Omgång 3          | Kvartsfinal       | Semifinal         | Final / BM        | Final / BM       |
| Idrottare       | Gren                | Motståndare Poäng    | Motståndare Poäng | Motståndare Poäng | Motståndare Poäng | Motståndare Poäng | Motståndare Poäng | Placering        |
| --------------- | ------------------- | -------------------- | ----------------- | ----------------- | ----------------- | ----------------- | ----------------- | ---------------- |
| Mojtaba Abedini | Sabel, individuellt | Zalomir (ROU) L 7–15 | Gick inte vidare  | Gick inte vidare  | Gick inte vidare  | Gick inte vidare  | Gick inte vidare  | Gick inte vidare |

## Judo
Herrar
| Idrottare             | Gren               | 32-delsfinal         | Sextondelsfinal      | Åttondelsfinal       | Kvartsfinal          | Semifinal            | Återkval             | Bronsmatch           | Final                | Final     |
| Idrottare             | Gren               | Motståndare Resultat | Motståndare Resultat | Motståndare Resultat | Motståndare Resultat | Motståndare Resultat | Motståndare Resultat | Motståndare Resultat | Motståndare Resultat | Placering |
| --------------------- | ------------------ | -------------------- | -------------------- | -------------------- | -------------------- | -------------------- | -------------------- | -------------------- | -------------------- | --------- |
| Mohammad Reza Roudaki | Tungvikt (+100 kg) | Malki (MAR) L WO     | Gick inte vidare     | Gick inte vidare     | Gick inte vidare     | Gick inte vidare     | Gick inte vidare     | Gick inte vidare     | Gick inte vidare     |           |

## Kanotsport
Sprint
| Kanotist            | Gren                | Heat     | Heat      | Semifinal        | Semifinal        | Final            | Final            |
| Kanotist            | Gren                | Tid      | Placering | Tid              | Placering        | Tid              | Placering        |
| ------------------- | ------------------- | -------- | --------- | ---------------- | ---------------- | ---------------- | ---------------- |
| Ahmad Reza Talebian | Herrarnas K1 1000 m | 3:39.504 | 6         | Gick inte vidare | Gick inte vidare | Gick inte vidare | Gick inte vidare |
| Arezoo Hakimi       | Damernas K1 200 m   | 44.576   | 7         | Gick inte vidare | Gick inte vidare | Gick inte vidare | Gick inte vidare |
| Arezoo Hakimi       | Damernas K1 500 m   | 1:58.598 | 7         | Gick inte vidare | Gick inte vidare | Gick inte vidare | Gick inte vidare |

## Rodd
Herrar
| Idrottare    | Gren          | Heat    | Heat      | Återkval | Återkval  | Kvartsfinal | Kvartsfinal | Semifinal | Semifinal | Final   | Final     | Final |
| Idrottare    | Gren          | Tid     | Placering | Tid      | Placering | Tid         | Placering   | Tid       | Placering | Tid     | Placering |       |
| ------------ | ------------- | ------- | --------- | -------- | --------- | ----------- | ----------- | --------- | --------- | ------- | --------- | ----- |
| Mohsen Shadi | Singelsculler | 7:27,42 | 6 R       | 7:11,55  | 2 QF      | 7:32,72     | 6 SC/D      | 8:20,29   | 6 FD      | 7:31,42 | 22        |       |

Damer
| Idrottare      | Gren          | Heat    | Heat      | Återkval | Återkval  | Kvartsfinal | Kvartsfinal | Semifinal | Semifinal | Final   | Final     | Final |
| Idrottare      | Gren          | Tid     | Placering | Tid      | Placering | Tid         | Placering   | Tid       | Placering | Tid     | Placering |       |
| -------------- | ------------- | ------- | --------- | -------- | --------- | ----------- | ----------- | --------- | --------- | ------- | --------- | ----- |
| Soulmaz Abbasi | Singelsculler | 8:17,46 | 6 R       | 8:05,99  | 2 QF      | 8:27,28     | 6 SC/D      | 8:30,74   | 6 FD      | 8:57,98 | 24        |       |

## Taekwondo
| Idrottare                | Gren             | Åttondelsfinaler     | Kvartsfinaler        | Semifinaer            | Återkval              | Bronsmatch           | Final                | Final            |
| Idrottare                | Gren             | Motståndare Resultat | Motståndare Resultat | Motståndare Resultat  | Motståndare Resultat  | Motståndare Resultat | Motståndare Resultat | Placering        |
| ------------------------ | ---------------- | -------------------- | -------------------- | --------------------- | --------------------- | -------------------- | -------------------- | ---------------- |
| Mohammad Bagheri Motamed | Herrarnas −68 kg | Boui (CAF) W 7–2     | Nikpai (AFG) W 5–4   | Silva (BRA) W 5–5 SUP | Bye                   | Bye                  | Tazegül (TUR) L 5–6  | 2                |
| Yousef Karami            | Herrarnas −80 kg | García (ESP) L 2–8   | Gick inte vidare     | Gick inte vidare      | Muhammad (GBR) L 7–11 | Gick inte vidare     | Gick inte vidare     | Gick inte vidare |
| Sousan Hajipour          | Damernas −67 kg  | Marton (AUS) L 4–5   | Gick inte vidare     | Gick inte vidare      | Gick inte vidare      | Gick inte vidare     | Gick inte vidare     | Gick inte vidare |